# Onconotus laxmanni
Onconotus laxmanni är en insektsart som först beskrevs av Peter Simon Pallas 1771.  Onconotus laxmanni ingår i släktet Onconotus och familjen vårtbitare. Inga underarter finns listade i Catalogue of Life.